# وی کیم از رومنس
وی کیم از رومنس (انگلیسی: We Came as Romans) (به صورت نوشتاری WCAR) یک گروه موسیقی متال‌کور آمریکایی از تروی، میشیگان است که از سال ۲۰۰۵ آغاز به کار کرد.